# Stellaria patens
Stellaria patens är en nejlikväxtart som beskrevs av David Don. Stellaria patens ingår i släktet stjärnblommor, och familjen nejlikväxter. Utöver nominatformen finns också underarten S. p. ovatifolia.